# Mukō
Mukō (向日市?, Mukō-shi) è una città giapponese della prefettura di Kyoto.